# Papila óptica
El disco óptico, papila óptica o punto ciego es una zona circular situada en el centro de la retina, por donde salen del ojo los axones de las células ganglionares de la retina que forman el nervio óptico. Esta área mide 1.5 x 2.5 mm en el ojo humano y carece de sensibilidad a los estímulos luminosos por no poseer ni conos ni bastones, ello causa una zona ciega dentro del campo visual que se conoce como punto ciego. Dentro de la papila se encuentra una excavación fisiológica llamada cúpula. El cociente entre el diámetro de la cúpula y el diámetro del disco óptico (índice normal es menor a 0,3) es un indicador del daño que origina el glaucoma. El nervio óptico de un ojo humano normal está formado por los axones de entre 1 y 1,2 millones de neuronas que transportan la información visual desde la retina hasta el cerebro. 